# Erich Honecker
Erich Honecker (født 25. august 1912 i Neunkirchen, død 29. maj 1994 i Santiago de Chile) var en tysk kommunist som ledede DDR fra 1971 frem til 1989. 
Honecker blev arresteret i 1933 og sat i fængsel til 1945. Efter 2. verdenskrig blev han leder af DDRs ungdomsforbund FDJ. Han giftede sig med Margot Feist, som senere blev undervisningsminister i DDR.
Han var en af de ansvarlige for byggeriet af Berlinmuren under Walter Ulbricht.
Da han blev regeringschef, viste han tegn på forandring og mere åbenhed. Men da Mikhail Gorbatjov indledte sine reformer i Sovjetunionen, forblev Honecker traditionel kommunist. Han måtte imidlertid gå af efter de omfattende massedemonstrationer mod regeringen i oktober 1989 og blev efterfulgt af sin partifælle Egon Krenz — kort tid efter blev DDR og Vestberlin sammensluttet med Forbundsrepublikken Tyskland.
Efter Tysklands genforening flygtede Honecker til Rusland, men da Sovjetunionen faldt sammen, kunne og ønskede den nye regering i Rusland ikke at give ham beskyttelse, og han blev i 1992 udleveret til Tyskland. Der blev han stillet for retten af tyske myndigheder for landsforræderi og for forbrydelser begået under den kolde krig, bl.a. drab på 172 tyskere som forsøgte at flygte til vesten. Imidlertid blev han løsladt i 1993, da han var dødssyg af langt fremskreden kræft.
Han flygtede til Chile, hvor hans hustru Margot Honecker og datteren Sonja boede. Han døde af sygdommen i Chile allerede året efter.